# تپه دور باش
تپه دورباش مربوط به عصر برنز II - هزاره اول (پیش از میلاد) است و در شهرستان تکاب، بخش مرکزی، دهستان انصار، روستای دورباش واقع شده است. این اثر در تاریخ ۳۰ دی ۱۳۸۵ با شمارهٔ ثبت ۱۶۷۷۶ به عنوان یکی از آثار ملی ایران به ثبت رسیده است.